# Someone That I Used to Love
«Someone That I Used to Love» (с англ. — «Тот, кого я когда-то любила») — песня, написанная Майклом Массером и Джерри Гоффином. Изначально песня должна была быть исполнена Бетт Мидлер, однако та отказалась от неё. В 1980 году Натали Коул записала свою версию и в её исполнении песня стала хитом.

## Версия Бетт Мидлер
В 1977 году авторы песни Майкл Массер и Джерри Гоффин отправили песню музыкальному продюсеру Бруксу Арутуру, они ожидали, что песня будет включена в новый альбом Бетт Мидлер Broken Blossom, они также предполагали, что если песня станет синглом, то её ждет большой успех. Данное предположение подтвердилось, когда певица впервые исполнила песню. Для студийной записи был приглашён аранжировщик Арти Батлер. Песня была записана в течение трёх дней.
Тем не менее, позже Артуру позвонила Мидлер и сказала, что не будет выпускать песню, так как менеджер Аарон Руссо считал, что альбому не нужна ещё одна сентиментальная баллада, хотя самой певце песня нравилась. Артур даже связался с главой лейбла Atlantic Records Ахметом Эртегюном, хотя разговор результата не дал и песня была окончательна вычеркнута из трек-листа. Так на альбоме осталась одна баллада — «Make Yourself Comfortable».

## Версия Натали Коул
Спустя три года, в 1980 году, «Someone That I Used to Love» всё же увидела свет в исполнении Натали Коул, которая включила её в свой седьмой студийный альбом Don’t Look Back. Продюсером стал сам Майкл Массер, он же был на клавишах.

## Версия Барбры Стрейзанд
В 1989 году Мессер вновь выступил продюсером «Someone That I Used to Love», на этот раз для Барбры Стрейзанд, которая включила её в свой сборник лучших хитов A Collection: Greatest Hits…and More.

### Чарты
| Чарт (1989)                 | Высшая позиция |
| --------------------------- | -------------- |
| Нидерланды (Single Top 100) | 86             |